# Satraparchis tryxaria
Satraparchis tryxaria là một loài bướm đêm trong họ Geometridae.